# Журнал неорганической химии
Журнал неорганической химии — российский научный журнал, публикующий оригинальные и обзорные статьи, посвящённые синтезу и свойствам неорганических и координационных соединений, сверхпроводникам, физико-химическому анализу неорганических систем, физическим методам исследования и физикохимии растворов.
Журнал основан в 1956 году (объединены журналы «Известия Института физико-химического анализа» и «Известия Института по изучению платины и других благородных металлов»; оба основаны в 1919 году). Издатель — МАИК «Наука/Interperiodica». Одновременно в издательстве Pleiades Publishing, Ltd выходит версия на английском языке под названием «Russian Journal of Inorganic Chemistry» (дистрибьютор — Springer). Главный редактор — академик РАН Н. Т. Кузнецов.
Доступ к содержанию и аннотациям статей свободный; полные тексты доступны по подписке на сайте научной электронной библиотеки eLIBRARY.RU (оригинальная версия) либо на сайте Springerlink.com (англоязычная версия).
Журнал включён в список журналов ВАК, индексируется и реферируется Chemical Abstracts Service (CAS), Chemistry Citation Index, ChemWeb, Academic OneFile, Journal Citation Reports/Science Edition, Reaction Citation Index, Reaxys, Science Citation Index, Science Citation Index Expanded (SciSearch), Scopus и др. научными базами данных. Импакт-фактор журнала в 2015 г. — 0.649 .